# Michal Tabara
Michal Tabara (* 16. Oktober 1979 in Uherské Hradiště, damals ČSSR) ist ein ehemaliger tschechischer Tennisspieler.

## Karriere
Tabara feierte zunächst auf der Challenger Tour Erfolge. Im Einzel gewann er in seiner Karriere 11 Titel sowie vier weitere im Doppel. Auf der ATP World Tour sammelte er insgesamt zwei Titel, davon einen im Einzel in Chennai gegen Andrei Stoljarow und einen weiteren im Doppel mit Radek Štěpánek in Estoril. Bei Grand-Slam-Turnieren erreichte er im Einzel mit dem Erreichen der dritten Runde sein bestes Ergebnis sowohl bei den Australian Open 2001 als auch bei den US Open 2004.
In den Jahren 2001 und 2004 wurde Tabara zweimal in der tschechischen Davis-Cup-Mannschaft eingesetzt. Er bestritt bei seinen Einsätzen jeweils ein Match im Einzel: 2001 unterlag er Adrian Voinea im Erstrundenspiel gegen Rumänien mit 1:6, 4:6, jedoch hatte das Spiel bereits keine Relevanz mehr für das Gesamtergebnis. 2004 blieb er im Relegationsspiel gegen Paraguay siegreich, doch auch dieses Spiel war bereits nur von statistischem Wert, da Tschechien bereits uneinholbar in Führung lag.

## Erfolge
| Legende (Anzahl der Siege)  |
| Grand Slam                  |
| ATP World Tour Finals       |
| ATP World Tour Masters 1000 |
| ATP World Tour 500          |
| ATP World Tour 250 (2)      |
| ATP Challenger Tour (15)    |

### Einzel

#### Turniersiege
| Nr. | Datum          | Turnier | Belag     | Finalgegner      | Ergebnis  |
| --- | -------------- | ------- | --------- | ---------------- | --------- |
| 1.  | 8. Januar 2001 | Chennai | Hartplatz | Andrei Stoljarow | 6:2, 7:64 |

### Doppel

#### Turniersiege
| Nr. | Datum          | Turnier | Belag | Partner        | Finalgegner                   | Ergebnis |
| --- | -------------- | ------- | ----- | -------------- | ----------------------------- | -------- |
| 1.  | 16. April 2001 | Estoril | Sand  | Radek Štěpánek | Donald Johnson Nenad Zimonjić | 6:4, 6:1 |